# Liam Trotter
Liam Antony Trotter (* 24. August 1988 in Ipswich) ist ein ehemaliger englischer Fußballspieler, der 2023 seine Karriere beendete.

## Karriere
Liam Trotter wurde in der Jugendakademie von Ipswich Town ausgebildet und war Mitglied der U18-Mannschaft, die 2005 den FA Youth Cup gewann. 2006 wurde er Profi bei Ipswich Town. Dort absolvierte er einige Spiele, ehe man ihn bis 2010 insgesamt vier Mal verlieh, zuerst an den FC Millwall, dann an Grimsby Town, an Scunthorpe United und schließlich noch einmal an den FC Millwall. 
Ab der Saison 2010/11 war Trotter fest beim FC Millwall unter Vertrag, wurde dann im Frühjahr 2014 zunächst an die Bolton Wanderers ausgeliehen, bevor er zur Saison 2014/15 ablösefrei zu Bolton wechselte.
Von Bolton wurde er im Oktober 2015 für einen Monat an Nottingham Forest verliehen, bevor die Leihe noch einmal um einen Monat verlängert wurde. Anschließend kehrte er zu Bolton zurück. Von 2017 bis 2019 stand Trotter dann bei AFC Wimbledon unter Vertrag. Im Februar 2019 wechselte er zu Orange County in die United Soccer League, wo er bis zum Dezember 2019 spielte. Anschließend war er eine Zeit vereinslos, bevor er ab 2020 beim FC Bromley und ab 2022 bei Chelmsford in unteren Ligen die letzten Jahre seiner Karriere verbrachte, die er 2023 beendete.
2024 begann Trotter eine Ausbildung zum Schiedsrichter im Rahmen des Programms Player to Match Official, das sich an ehemalige Spieler richtet.